# Cekanów (wieś w powiecie tomaszowskim)
Cekanów – wieś w Polsce, położona w województwie łódzkim, w powiecie tomaszowskim, w gminie Tomaszów Mazowiecki.
W latach 1975–1998 miejscowość należała administracyjnie do województwa piotrkowskiego.